# أزمة الاستبعاد

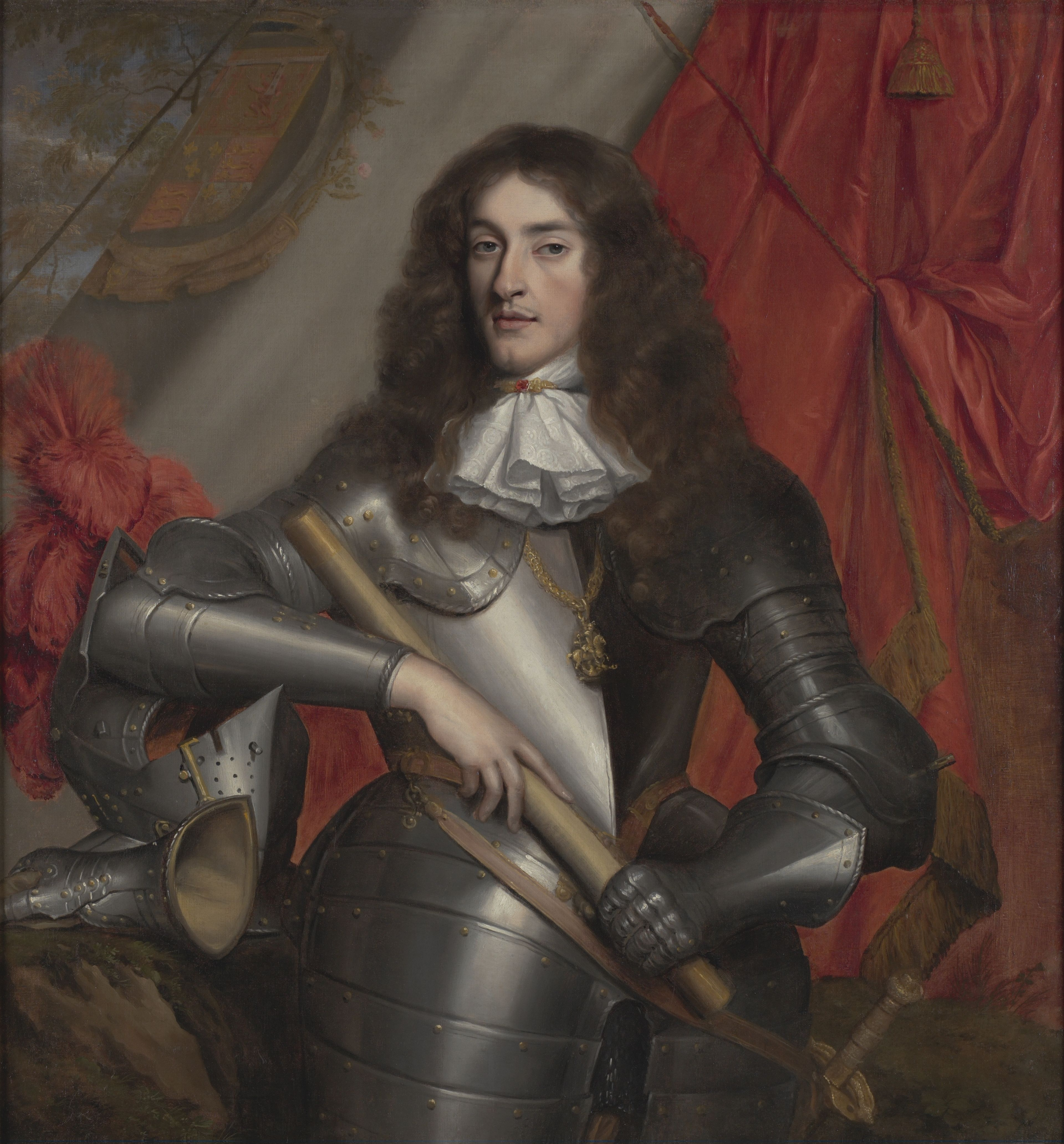
جيمس دوق يورك (1633-1701)

امتدت أزمة الاستبعاد من عام 1679 إلى عام 1681 في عهد الملك تشارلز الثاني ملك إنجلترا واسكتلندا وأيرلندا. إذ سعت ثلاثة مشاريع قوانين لاستبعاد شقيق الملك والوريث المفترض جيمس،دوق يورك من عروش إنجلترا واسكتلندا وأيرلندا لأنه كان كاثوليكيًا. ولكن المشاريع الثلاث لم تصبح قوانين. وشُكل حزبان جديدان. عارض المحافظون (التوريز) هذا الاستبعاد بينما أيده حزب الدولة الذي عرف لاحقًا باسم (الويجز). في حين لم يُبتّ في مسألة استبعاد جيمس في البرلمان خلال عهد تشارلز، إلا أن الأمر وصل إلى ذروته بعد ثلاث سنوات من توليه العرش، عندما خلع عن العرش في الثورة المجيدة عام 1688. وأخيرًاً، أقر قانون التسوية لسنة 1701 بشكل نهائي استبعاد الكاثوليك عن العرش الإنجليزي.

## الخلفية
في عام 1673، عندما رفض أداء القسم الذي ينص عليه قانون الاختبار الجديد، أصبح معروفًا على نطاق واسع أن دوق يورك كان كاثوليكيًا رومانيًا. ثم اتهم تيتوس أوتس سكرتيره، إدوارد كولمان، خلال المؤامرة الكاثوليكية (البابوية) (1678) بأنه متأمر للإطاحة بالمملكة. وقد رأى أعضاء المؤسسة الإنجليزية الإنجليكانية أن الملك الكاثوليكي في فرنسا كان يحكم بطريقة استبدادية، وأن الحركة اكتسبت قوة لتجنب تطور هذا النوع من الملكية في إنجلترا، حين كان الكثيرون يخشون من أن يحل جيمس محل شقيقه تشارلز، الذي لم يكن لديه أطفال شرعيون. وقد لخص السير هنري كابيل الشعور العام للبلاد عندما قال في مناقشة برلمانية في مجلس العموم البريطاني في 27 أبريل 1679:
من البابوية جاءت فكرة وجود جيش عامل وقوة تعسفية... سابقًا في التاج الإسباني، والآن في فرنسا، التي تغذي هذه الجذور من الكاثوليكية بيننا؛ ولكن بعيدًا عن الكاثوليكية، هناك نهاية للحكومة التعسفية والقوة.

## الأزمة
كانت المناسبة التي أوصلت هذه المشاعر إلى الذروة هي سحب الثقة من توماس أوزبور، إيرل دانبي، الذي كان كبش فداء عن الفضيحة التي اشترى بها لويس الرابع عشر حيادية حكومة تشارلز برشوة مباشرة. ثم حل تشارلز برلمان الفرسان، لكن البرلمان الجديد الذي اجتمع في 6 مارس 1679 كان أكثر عداءً للملك ووزيره سيئ الحظ، لذا التزم دانبي ببرج لندن.
في 15 مايو 1679، قدم أنصار آنتوني آشلي كوبر، الإيرل الأول لـ شافتسبري، مشروع قانون الاستبعاد في مجلس العموم بهدف استبعاد جيمس من ترتيب الخلافة على العرش. ثم بدأت مجموعة متطرفة هناك بدعم المطالبة بعرش نجل تشارلز غير الشرعي -لكن البروتستانتي- دوق مونماوث. بما أنه بدا من المحتمل أن يمرر مشروع القانون في مجلس العموم، فقد مارس تشارلز صلاحياته الملكية لحل البرلمان مرة أخرى. وحاولت البرلمانات المتعاقبة تمرير هذا القانون، ولكن كانت تُحل بنفس الطريقة.